# Blepharistemma
Blepharistemma é um género botânico pertencente à família Rhizophoraceae.

## Espécies
- Blepharistemma membranifolia Wall. ex Benth.